# Febe

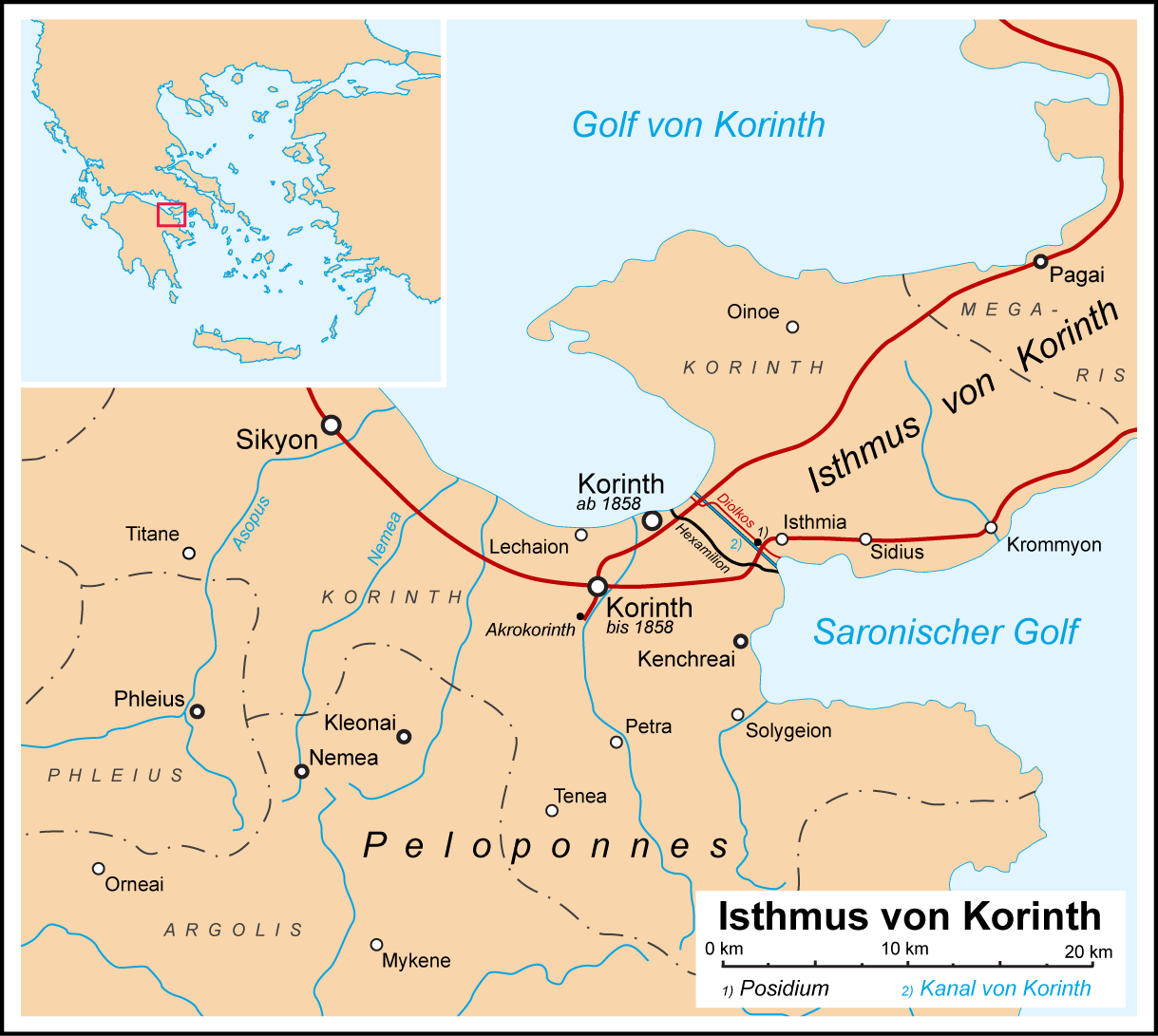
Ligging van Kenchrea op de Peleponesos

Febe, Phebe, Phoibe of Phoebe (Grieks: Φοίβη, Foíbē, afgeleid van het Griekse Phoíboς, foíbos, "rein", "helder") was een vrouw die wordt genoemd in De brief van Paulus aan de Romeinen 16:1-2 in het Nieuwe Testament. Febe was afkomstig uit Kenchrea, dicht bij Korinte.

## Drager van een kerkelijk ambt?
In deze verzen noemt Paulus Febe διάκονοs τῆς ἐκκλησίας, diákonos tēs ekklēsias, "dienaar van de kerk" en προστάτις πολλῶν, prostatis pollōn, "beschermvrouwe van velen". Dit heeft in de christelijke kerk voor flink wat discussie gezorgd, vooral tussen voor- en tegenstanders van vrouwelijke dragers van een kerkelijk ambt. Volgens voorstanders betekent haar vermelding het bewijs dat vrouwen in het vroege christendom een rol van betekenis speelden in de gemeentes. Anderen hechten weinig waarde aan de vermelding van Febe als diakones, omdat het ambt van diaken in de tijd van Paulus nog niet exclusief werd aangeduid door het Griekse diakonos. Volgens deze groep was Febe een dienares zonder expliciet benoemde kerkelijke functies (vergelijk diacones).
Volgens de Bijbelwetenschap heeft diakonos verschillende betekenissen in de brieven van Paulus en was het nog geen precies omschreven begrip. Soms betekent het 'assistent in de cultus' (Filippenzen 1:1). Hieruit ontwikkelde zich na Paulus de term 'diaken', zoals in de pseudopaulijnse brief 1 Timoteüs 3:8-13. Een diakonos kon ook een afgevaardigde of koerier zijn. Uit 2 Korintiërs 11:13-15,23 blijkt dat Paulus de term diakonos en apostolos (gezant) synoniem gebruikt. Ook een gemeentestichter en medewerker van Paulus kon diakonos worden genoemd (bijvoorbeeld Epafras in Kolossenzen 1:7-8), maar anderen vatten "diakonos van Christus" hier specifiek op als vertegenwoordiger van Christus. In Romeinen 16:1 betekent "diakonos van de gemeente in Kenchreeën" dan dat Febe door die gemeente als vertegenwoordiger was uitgezonden om de brief te bezorgen in Rome. Deze functie is vergelijkbaar met die van Epafroditus in Filippenzen 2:25, die Paulus "mijn broeder" en "afgezant en dienaar" namens de Filippenzen noemt.
De term prostatis is equivalent aan het Latijnse woord patrona. Volgens recent onderzoek wijst deze term op de rol van sponsor en beschermvrouwe. Dit betekent dat Febe een vrouw met een hoge status geweest moet zijn, die de gemeente van Kenchreeën en Paulus allerlei vormen van steun en bescherming moet hebben geboden. Zij vervulde in die gemeente dus een leidersrol.
Nieuwtestamenticus Annette Merz stelt voor Romeinen 16:1-2 als volgt te vertalen:
Ik beveel Febe bij u aan, onze zuster, die de gemeente in Kenchreeën vertegenwoordigt. Ontvang haar in de naam van de Heer, op een wijze die bij de heiligen past. En sta haar bij wanneer ze uw hulp ergens voor nodig heeft, want ze heeft voor steun en bescherming gezorgd voor velen, ook voor mij.
In de Rooms-Katholieke Kerk wordt Febe vereerd als heilige en viert men haar gedachtenis op 3 september.